# 500-km-Rennen von Mugello 1965

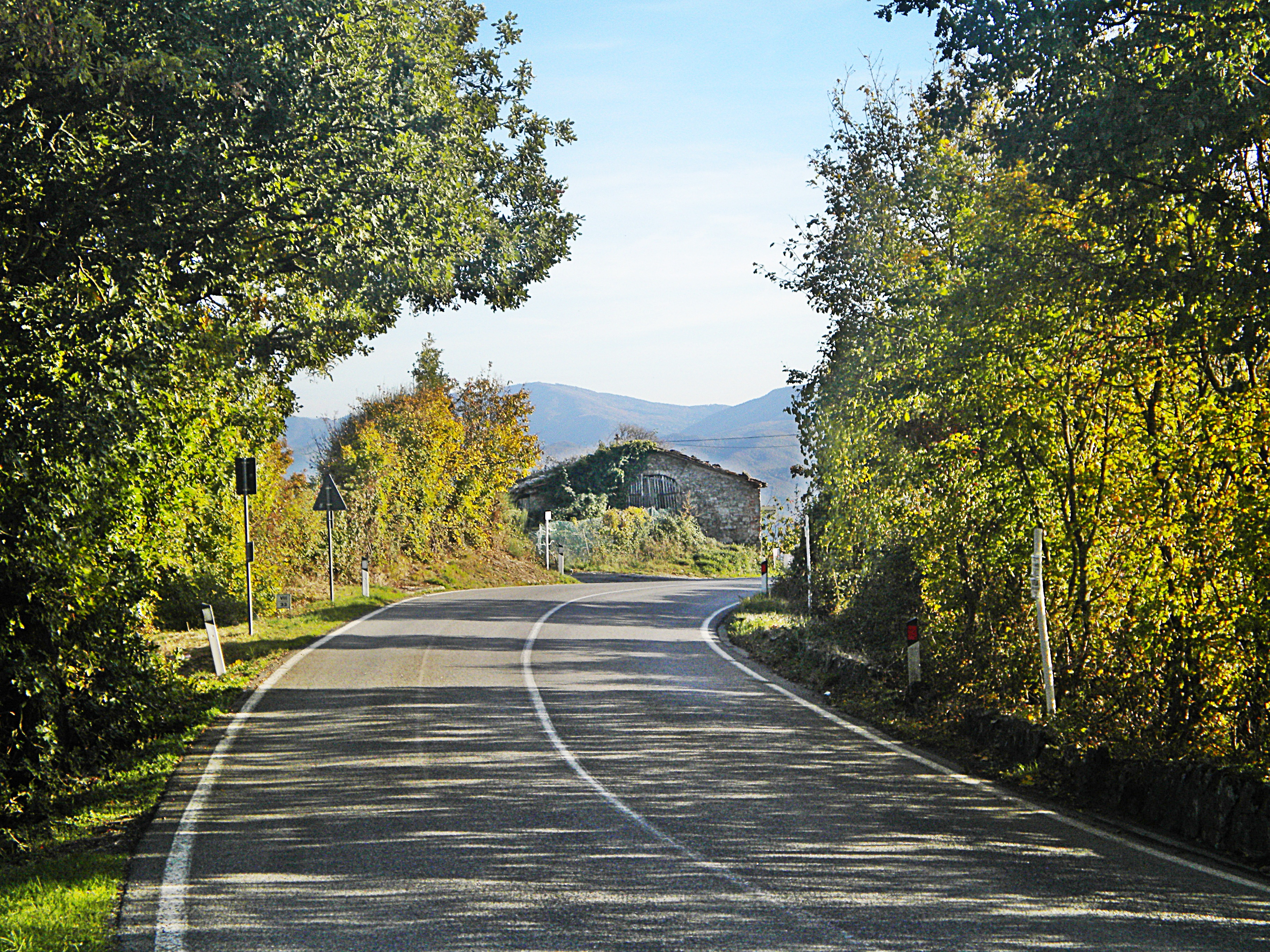
Der Futapass in der Nähe von Barberino di Mugello

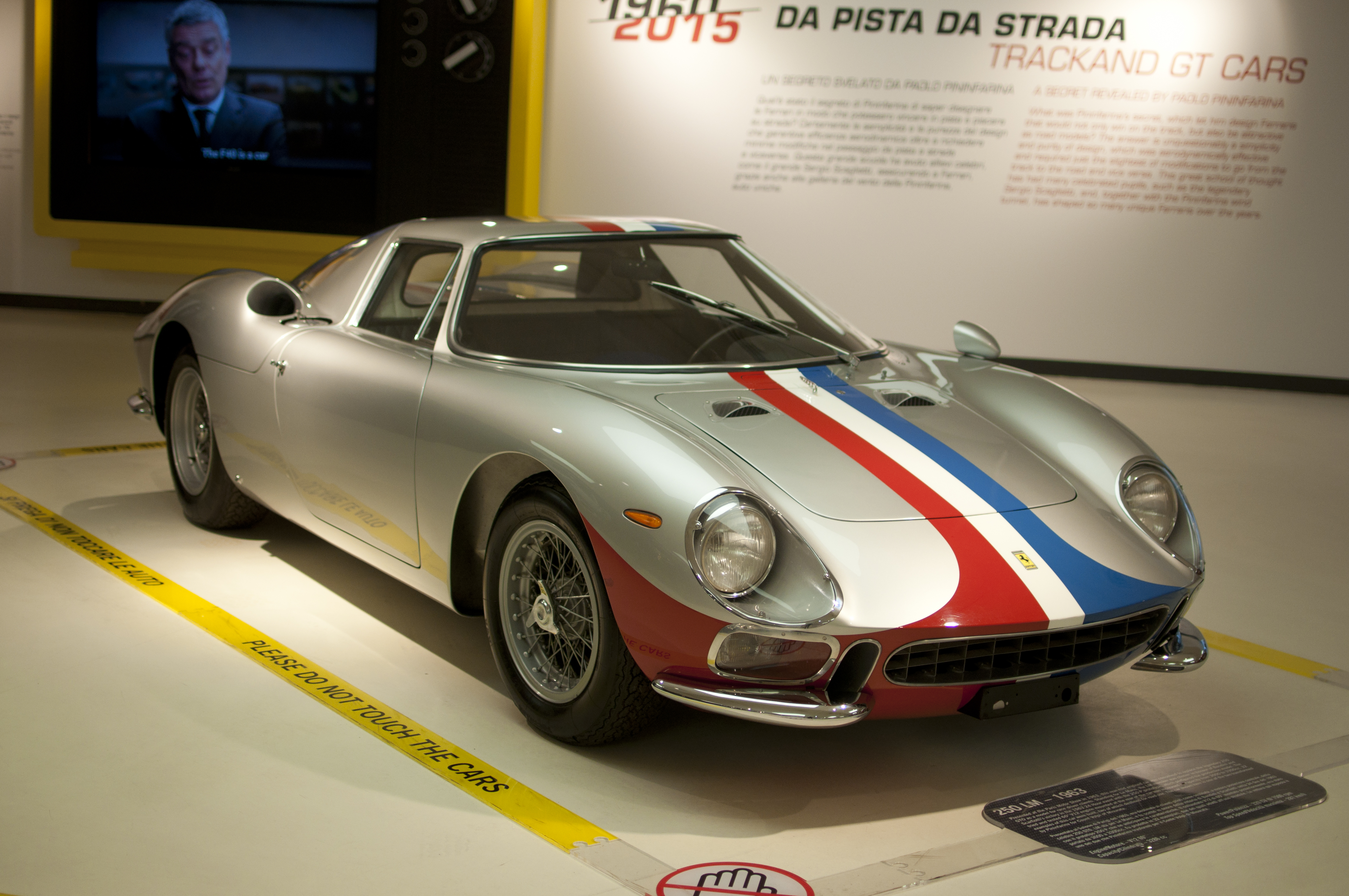
Ferrari 250LM mit der Fahrgestellnummer 5995. Der Wagen wurde von Maurizio Grana und Cesare Toppetti an die zweite Stelle der Gesamtwertung gefahren

Das 500-km-Rennen von Mugello 1965, der Große Preis von Mugello, auch XII Circuito del Mugello, 500 Kilometres, fand am 6. Juni auf dem Circuito stradale del Mugello statt und war der zehnte Wertungslauf der Sportwagen-Weltmeisterschaft dieses Jahres.

## Das Rennen
Der Circuito Stradale del Mugello war ein Straßenkurs mit einer Länge von 66 Kilometern in der Region Mugello nördlich von Florenz. Die Start-und-Ziel-Gerade befand sich im Süden der Kleinstadt San Piero a Sieve, wo für die Dauer des Rennens provisorische Boxenanlagen errichtet wurden. Von dort führte die Strecke nach Norden über den Passo del Giogo nach Firenzuola. Weiter ging es nach Westen, um bei Selva auf die SR 65 zu treffen, die bei der Mille Miglia das Teilstück zwischen Bologna und Florenz bildete, das über den Futapass führte. Über Barberino di Mugello wurde die Runde gegen den Uhrzeigersinn geschlossen.
1914 wurde das erste Rennen auf dieser Strecke veranstaltet, das in den 1920er- und 1930er-Jahren in Italien unter unterschiedlichen Namen große Popularität hatte. Ab 1964 wurde ein Sportwagenrennen ausgefahren, das 1965 den Weltmeisterschaftsstatus erhielt.
Die jeweiligen Teams mussten acht Runden bewältigen, die schnellsten Mannschaften erledigten diese Anforderung in knapp fünf Stunden Fahrzeit. Die Gesamtwertung gewannen Mario Casoni und Antonio Nicodemi auf einem Ferrari 250LM. Im Ziel hatten sie nach 4:59:08,100 Stunden einen Vorsprung von vier Minuten und 29 Sekunden auf die Teamkollegen Maurizio Grana und Cesare Toppetti. Die einzigen nichtitalienischen Starter waren David Piper und Mike De Udy. Der von den Engländern gefahrene Porsche 904 GTS fiel in der siebten Runde nach einem technischen Defekt aus.

## Ergebnisse

### Schlussklassement
| 1               | GTN + 2.5 | 24  | Montegrappa           | Mario Casoni Antonio Nicodemi             | Ferrari 250LM              | 8 |
| 2               | GTN + 2.5 | 123 | Montegrappa           | Maurizio Grana Cesare Toppetti            | Ferrari 250LM              | 8 |
| 3               | GTN + 2.5 | 125 | Scuderia St. Ambroeus | Oddone Sigala Luigi Taramazzo             | Ferrari 250LM              | 8 |
| 4               | T 1.6     | 10  | Enrico Pinto          | Enrico Pinto                              | Alfa Romeo Giulia TI Super | 8 |
| 5               | GT 1.6    | 83  | Autodelta             | Carlo Zuccoli Guido Rava                  | Alfa Romeo Giulia TZ       | 8 |
| 6               | T 2.0     | 14  | Scuderia St. Ambroeus | Ricciardo Ricci Pietro Corbellini         | BMW 1800 Ti                | 8 |
| 7               | P 1.6     | 91  | Autodelta             | Teodoro Zeccoli Riccardo di Bona          | Alfa Romeo GTA             | 8 |
| 8               | GT 2.5    | 104 | Otello Rinaldi        | Giancarlo Maestrini Carlo Fabri           | Porsche 904 GTS            | 8 |
| 9               | T 3.0     | 36  | Marino Bonomi         | Marino Bonomi Sandro Bonomi               | Alfa Romeo 2600            | 8 |
| 10              | T 1.6     | 8   | Alessandro Moncini    | Alessandro Moncini Walter Dona            | Alfa Romeo Giulia TI Super | 8 |
| 11              | T 2.0     | 11  | Scuderia St. Ambroeus | Luigi Raniero Romano Gozzi Paolo Renier   | BMW 1800                   | 8 |
| 12              | T 3.0     | 31  | Paolo Bianchi         | Paolo Bianchi Nanni Galli                 | Alfa Romeo 2600 Sprint     | 8 |
| 13              | T 1.6     | 6   | Piero Conte           | Piero Conte Spartaco Dini                 | Alfa Romeo Giulia TI Super | 8 |
| 14              | T 1.6     | 4   | Aldo Bardelli         | Aldo Bardelli Dorando Malinconi           | Alfa Romeo Giulia TI       | 8 |
| 15              | GT 2.5    | 68  | „Fabri Luca“          | Roberto Dolfi „Fabri Luca“                | Abarth-Simca 2000 GT       | 7 |
| 16              | GT + 2.5  | 16  | Scuderia Montegrappa  | Antonio Maglione Mario Maglione           | Ferrari 275 GTB/2          | 7 |
| 17              | SR 1.0    | 43  | Massimo Natili        | Massimo Natili „Terry“                    | Lotus 23                   | 7 |
| 18              | GT 2.5    | 107 | Riccardone            | Carlo Benelli                             | Mercedes-Benz 230 SL       | 7 |
| 19              | SR 1.0    | 53  | Pier-Luigi Muccini    | Pier-Luigi Muccini Franco Boroni          | Osca S1000                 | 7 |
| 20              | SR 1.0    | 46  | Bruno Momigliano      | Bruno Momigliano Remigio Cianfriglia      | Lotus 23                   | 7 |
| 21              | SR 1.0    | 52  | Antonio Benelli       | Antonio Benelli                           | Bandini 1000               | 7 |
| 22              | T 3.0     | 38  | Enzo Torreggiani      | Enzo Torreggiani Alessandro Braga         | Alfa Romeo 2600 Sprint     | 7 |
| 24              | SR 1.0    | 50  | Roberto Benelli       | Roberto Benelli                           | De Sanctis 1000            | 7 |
| 25              | T 3.0     | 34  | Leonardo Guarrasi     | Leonardo Guarrasi                         | Lancia Flaminia            | 7 |
| 26              | SR 2.0    | 72  | Nuvolari              | Luigi Malanca Luigi Foschi                | Osca MT4 1500              | 7 |
| 27              | T 3.0     | 35  | Romano Martini        | Romano Martini                            | Alfa Romeo 2600 Sprint     | 7 |
| 28              | SR 1.0    | 49  | Settecolli            | Iolanda Malandrucco Carlo-Alberto Del Bue | De Sanctis                 | 6 |
| 29              | SR 2.0    | 67  | Settecolli            | Giuseppe Rossi „Maometto II“              | Osca MT4 1350              | 6 |
| 30              | GT 1.6    | 81  | Etna                  | Giancarlo Galimberti Giuseppe Sirugo      | Alfa Romeo Giulia TZ       | 6 |
| 31              | SR 2.0    | 61  | Giancarlo Scotti      | Giancarlo Scotti Franco Zaniratti         | Scotti                     | 6 |
| 32              | T 2.0     | 20  | Pier-Franco Tesi      | Pier-Franco Tesi Danilo Tesini            | Lancia Flavia Coupé        | 6 |
| 33              | T 2.0     | 21  | Fiorenzo Genta        | Fiorenzo Genta Luigi Petri                | Lancia Flavia              | 6 |
| 34              | SR 2.0    | 62  | Turillo Barbuscia     | Turillo Barbuscia Franco Chiari           | Maserati Tipo 60           | 6 |
| Ausgefallen     |           |     |                       |                                           |                            |   |
| 35              | T 2.0     | 16  | Lancia                | Marco Crosina Paolo Colombo               | Lancia Flavia              | 7 |
| 36              | GT 2.5    | 106 | Don Moore             | David Piper Mike De Udy                   | Porsche 904 GTS            | 7 |
| 37              | T 3.0     | 33  | Giulio Bona           | Giulio Bona Angelo Corio                  | Alfa Romeo 2600 Sprint     | 6 |
| 38              | GT + 2.5  | 114 | Pegaso                | Clemente Ravetto Gaetano Starrabba        | Ferrari 250 GTO 64         | 6 |
| 39              | SR 2.0    | 66  | Raffaello Rosati      | Raffaello Rosati Guido Nicolai            | Maserati Tipo 60           | 5 |
| 40              | GT + 2.5  | 111 | Giovanni Cecchini     | Giovanni Cecchini                         | Ferrari 275 GTB            | 5 |
| 41              | GT 1.6    | 88  | Umberto Papini        | Umberto Papini                            | Alfa Romeo Giulia SS       | 4 |
| 42              | T 2.0     | 15  | Settecolli            | Germano Nataloni Giovanni Marini          | Lancia Flavia Z            | 3 |
| 43              | T 3.0     | 37  | Luciano Selva         | Luciano Selva Paolo de Leonibus           | Alfa Romeo 2600 Sprint     | 3 |
| 44              | T 3.0     | 39  | Nettuno               | Paolo Gardi Mauro Nesti                   | Fiat 2300S                 | 3 |
| 45              | SR 1.0    | 44  | Thomas Pomeroy        | Thomas Pomeroy Adolfo Nesi                | Fiat-Abarth 1000S          | 3 |
| 46              | SR 2.0    | 64  | Alberto Luti          | Alberto Luti „Waliant“                    | De Sanctis                 | 3 |
| 47              | SR 2.0    | 73  | Secondo Ridolfi       | Secondo Ridolfi Ugo Locatelli             | De Tomaso Vallelunga       | 3 |
| 48              | SR 1.0    | 48  | Enrico Bettoni        | Enrico Bettoni Mauro Cintolesi            | Fiat-Abarth 1000S          | 2 |
| 49              | GT 1.6    | 85  | Scuderia St. Ambroeus | Rinaldo Parmigiani Sergio Pedretti        | Alfa Romeo Giulia TZ       | 2 |
| 50              | T 1.6     | 7   | Ignazio Giunti        | Ignazio Giunti „Chac“                     | Alfa Romeo Giulia TI Super | 1 |
| 51              | T 2.0     | 12  | Scuderia St. Ambroeus | Erminio Merlo Carlo Belli                 | Lancia Flavia              | 1 |
| 52              | T 2.0     | 22  | Piero Corbellini      | Piero Corbellini                          | BMW 1800 Ti                | 1 |
| 53              | SR 2.0    | 65  | Witting da Prato      | Witting da Prato Andrea Polli             | Maserati Tipo 60           | 1 |
| 54              | SR 2.0    | 71  | Franco Bernabei       | Franco Bernabei                           | De Tomaso Vallelunga       | 1 |
| 55              | P 1.6     | 92  | Autodelta             | Roberto Bussinello Giacomo Russo          | Alfa Romeo GTA             | 1 |
| Nicht gestartet |           |     |                       |                                           |                            |   |
| 56              | GTN + 2.5 | 121 | Jolly Club            | Sergio Bettoja Roberto Lippi              | Ferrari 250LM              | 1 |

1 nicht gestartet

### Nur in der Meldeliste
Hier finden sich Teams, Fahrer und Fahrzeuge, die ursprünglich für das Rennen gemeldet waren, aber aus den unterschiedlichsten Gründen daran nicht teilnahmen.
| Pos. | Klasse    | Nr. | Team                   | Fahrer                                    | Chassis              |
| ---- | --------- | --- | ---------------------- | ----------------------------------------- | -------------------- |
| 57   | T 1.6     | 1   | Sergio Piana           | Sergio Piana                              | Ford Cortina Lotus   |
| 58   | T 1.6     | 2   | Pietro Pupeschi        | Pietro Pupeschi                           | Alfa Romeo Giulia TI |
| 59   | T 1.6     | 3   | Sagittario             | Silvio Mandato Luigi Tommasi              | Ford Cortina Lotus   |
| 60   | T 1.6     | 5   | Scuderia St. Ambroeus  | Giovanni Bauer Umberto Bini               | Alfa Romeo Giulia TI |
| 61   | T 1.6     | 9   | Alfonso Merendino      | Alfonso Merendino Nicolo Lombardo         | Alfa Romeo Giulia    |
| 62   | T 2.0     | 18  | Armeno Degli Innocenti | Armeno Degli Innocenti                    | Lancia Flavia        |
| 63   | T 2.0     | 19  | Chimera                | „Raniero Luigi“ Romano Gozzi              | BMW 1800             |
| 64   | T 2.0     | 23  | Andrea Saltari         | Andrea Saltari Franco Chiari              | BMW 1800             |
| 65   | T 3.0     | 32  | Gentlemen’s Club       | „Silver Wing“ Renato Milla                | Fiat 2300            |
| 66   | SR 1.0    | 41  | Settecolli             | Sesto Leonardi Attilio Brandi             | Osca 1000S           |
| 67   | SR 1.0    | 42  | Lino Giacomini         | Lino Giacomini                            | Lotus 23             |
| 68   | SR 1.0    | 45  | Giorgio Cecchini       | Giorgio Cecchini Ilario Bandini           | Bandini              |
| 69   | SR 1.0    | 47  | Giorgio Tossi          | Giorgio Tossi                             | Osca 1000S           |
| 70   | SR 1.0    | 51  | Paolo Senni            | Paolo Senni Giovanni Brancadori           | Morris Mini Cooper   |
| 71   | SR 2.0    | 63  | Gianfranco Padoan      | Gianfranco Padoan Rosario Buondonno       | Maserati Tipo 60     |
| 72   | SR 2.0    | 63  | Montegrappa            | Mario Cristofori                          | Porsche              |
| 73   | SR 2.0    | 70  | Franco Lisitano        | Franco Lisitano                           | Fiat 8V Zagato       |
| 74   | SR 2.0    | 74  | Francesco Battibocca   | Francesco Battibocca Giancarlo Battibocca | Alfa Romeo Spezial   |
| 75   | GT 1.6    | 82  | Scuderia St. Ambroeus  | Giorgio Pianta                            | Alfa Romeo Giulia TZ |
| 76   | GT 1.6    | 84  | Autodelta              | Andrea de Adamich Guido Rava              | Alfa Romeo Giulia TZ |
| 77   | GT 1.6    | 86  | Scuderia St. Ambroeus  | Girolamo Capra Luciano Galli              | Alfa Romeo Giulia TZ |
| 78   | GT 1.6    | 87  | Rosario Buondonno      | Rosario Buondonno                         | Alfa Romeo Giulia TZ |
| 79   | GT 2.5    | 101 | Art Swanson            | Art Swanson Robert Ennis                  | Abarth-Simca 2000 GT |
| 80   | GT 2.5    | 102 | Alberto Bianchetti     | Alberto Bianchetti                        | Porsche 904 GTS      |
| 81   | GT 2.5    | 103 | Gianni Lado            | Gianni Lado Jacopo Trivellato             | Abarth-Simca 2000 GT |
| 82   | GT 2.5    | 105 | Aldo Bruni             | Aldo Bruni                                | Porsche 904 GTS      |
| 83   | GT + 2.5  | 112 | Luigi Mosca            | Luigi Mosca „Notorius“                    | Ferrari 250 GTO      |
| 84   | GT + 2.5  | 115 | Settocelli             | Carlo Pietromarchi                        | Ferrari 250 GTO      |
| 85   | GTN + 2.5 | 122 | David Piper            | David Piper Fairfax Dunn                  | Ferrari 250LM        |

### Klassensieger
| Klasse    | Fahrer              | Fahrer            | Fahrzeug                   | Platzierung im Gesamtklassement |
| --------- | ------------------- | ----------------- | -------------------------- | ------------------------------- |
| GTN + 2.5 | Mario Casoni        | Antonio Nicodemi  | Ferrari 250LM              | Gesamtsieg                      |
| GT + 2.5  | Antonio Maglione    | Mario Maglione    | Ferrari 275 GTB/2          | Rang 16                         |
| GT 2.5    | Giancarlo Maestrini | Carlo Fabri       | Porsche 904 GTS            | Rang 8                          |
| GT 1.6    | Carlo Zuccoli       | Guido Riva        | Alfa Romeo Giulia TZ       | Rang 5                          |
| P 1.6     | Teodoro Zeccoli     | Riccardo Di Bona  | Alfa Romeo GTA             | Rang 7                          |
| SR 2.0    | Luigi Malanca       | Luigi Foschi      | Osca MT4 1500              | Rang 26                         |
| SR 1.0    | Massimo Natili      | „Terry“           | Lotus 23                   | Rang 17                         |
| T 3.0     | Marino Bonomi       | Sandro Bonomi     | Alfa Romeo 2300            | Rang 9                          |
| T 2.0     | Ricciardo Ricci     | Pietro Corbellini | Pietro Corbellini          | Rang 6                          |
| T 1.6     | Enrico Pinto        |                   | Alfa Romeo Giulia TI Super | Rang 4                          |

### Renndaten
- Gemeldet: 85
- Gestartet: 55
- Gewertet: 34
- Rennklassen: 9
- Zuschauer: unbekannt
- Wetter am Renntag: dunstig, Nebel in den bergen
- Streckenlänge: 66,200 km
- Fahrzeit des Siegerteams: 4:59:08,100 Stunden
- Gesamtrunden des Siegerteams: 8
- Gesamtdistanz des Siegerteams: 539,600 km
- Siegerschnitt: 106,226 km/h
- Pole-Position: unbekannt
- Schnellste Rennrunde: Antonio Nicodemi – Ferrari 250LM (#124) – 3:53,100 = 110,687 km/h
- Rennserie: 10. Lauf zur Sportwagen-Weltmeisterschaft 1965